# Antal Rogán
Antal Rogán (n. 29 ianuarie 1972, Körmend, Vas, Ungaria) este un politician și economist maghiar, membru al Parlamentului Ungar din 1998. A fost vicepreședintele grupului parlamentar Fidesz din 1998 până în 2012, apoi liderul grupului parlamentar din 2012 până în 2015. A fost primar al sectorului 5 din Budapesta din 2006 până în 2014. A fost președintele fondator al Comisiei pentru Tehnologia Informației și Telecomunicații a Parlamentului Ungar din 2001 până în 2006 și președintele Comisiei Economice și pentru Tehnologia Informației din 2010. Din 2015, este șeful Cabinetului Prim-ministrului și șeful de cabinet al Prim-ministrului. Conform Barometrului de Influență din 2023 și 2024, este a treia cea mai influentă persoană din Ungaria.
Criticii guvernului îl numesc pur și simplu „Ministrul Propagandei”, referindu-se la imperiul mass-media pe care îl controlează, care seamănă cu mașina de propagandă a lui Joseph Goebbels; imperiu care este completat de serviciile secrete din 2022.
La începutul anului 2025, administrația Biden l-a pus în așa-numita listă de sancțiuni a lui Sergei Magnitsky pentru corupție și activități ilegale. În aprilie 2025, administrația Trump l-a scos de pe această listă.

## Invenții
Antal Rogán, economist de profesie, este, de asemenea, inventator în sectorul tehnologiei informației. Începând cu 2024, cea mai reușită proprietate intelectuală a sa a generat un venit brut cumulativ de peste 1.300.000.000 de forinți. Invenția se referă la semnăturile electronice și este utilizată de mai multe companii private mari, care sunt parteneri importanți ai statului. Cu toate acestea, noutatea invenției este extrem de îndoielnică. Este de remarcat faptul că prima versiune a tehnologiei acoperită de invenția lui Rogán a primit 8 milioane de forinți din fondurile UE prin Programul Széchenyi administrat de statul maghiar.